# Ламот-Уданкур, Луи Шарль де
Маркиз Луи Шарль де Ламот-Уданкур (фр. Louis Charles de La Mothe-Houdancourt; 21 декабря 1687 — 2 ноября 1755) — маршал Франции, испанский гранд 1-го класса, рыцарь орденов короля (1.1.1744).

## Биография
Старший сын генерала маркиза Шарля де Ламот-Уданкура и Мари-Элизабет де Ла Верн де Монтенар, внучатый племянник маршала Франции Филиппа де Ламот-Уданкура.

### Война за Испанское наследство
Поступил на службу мушкетером в 1703, участвовал в осаде Тонгра, который был взят 10 мая. В 1704 служил во Фландрской армии, не предпринимавшей активных действий. 13 июля 1705 стал командиром пехотного полка де Ламота, 19 ноября — командиром кавалерийского полка.
Участвовал в битве при Рамийи 23 мая 1706.
В 1708 в ходе Фландрской кампании был при взятии Плассендаля 5 июля, в битве при Ауденарде 11-го, в битве при Винендале 28 сентября, при взятии Леффинга 25 октября.
11 сентября 1709 участвовал в битве при Мальплаке.
В 1710 служил во Фландрской, в 1711—1712 в Рейнской армии.
В кампанию 1713 был при взятии Шпейера, Вормса, Кайзерслаутерна, осаде Ландау, павшего 20 августа, поражении генерала Вобонна 20 сентября, взятии города Фрайбурга 1 ноября, форта и замков 16-го.
10 декабря распустил свой полк; командирская рота была за ним сохранена и включена в состав полка Шамбона.
1 февраля 1719 произведен в бригадиры, отставлен от командования ротой.
17 сентября 1722 возведен в достоинство испанского гранда 1-го класса.
6 ноября 1723 получил новый кавалерийский полк де Ламота. 1 апреля 1728 стал губернатором города и цитадели Мезьера.

### Война за Польское наследство
6 октября 1733 направлен в Итальянскую армию, под начало герцога де Брольи, участвовал 23 ноября во взятии Саббионетты и Бозоло, покинутого противником. Был при взятии Пиццигеттоне 29-го и Миланского замка 29 декабря.
В кампанию 1734 участвовал в подчинении Треццо, Лекко, Фуэнте в начале января, во взятии Саравалле 5 января, Новары и Ароны 7-го, Тортоны 28-го, и её замка 4 февраля.
20 февраля произведен в лагерные маршалы.
4—5 мая участвовал в бою у Колорно. 29-го в битве при Парме под ним были убиты две лошади. 19 сентября в битве при Гуасталле командовал левым флангом армии.
18 октября произведен в лейтенант-генералы.
В кампанию 1735 командовал отдельным 10-тыс корпусом у Кадидавида.
6 сентября 1738 отставлен от губернаторства Мезьера и назначен губернатором Салена.

### Война за Австрийское наследство
1 августа 1741 назначен в армию маршала Мальбуа, двинувшуюся в 1742 в Баварию. Командовал одной из колонн на богемской границе, участвовал во взятии Элленбогена 10 октября, совершил бросок на помощь Дингельфингу, которому угрожал неприятель, 9 декабря внес вклад в снятие осады с Браунау.
9 января 1743 получил место придворного у королевы Марии Лещинской. После поражения в Богемии вернулся во Францию в июле с Баварской армией; 1 августа определен в армию Нижнего Эльзаса маршала Ноайя, 12-го привел в Страсбур 21 эскадрон дома короля.
Отличился при атаке Ипра, сдавшегося 27 января 1744. Командовал первой колонной войск, направленных в июле из Фландрии в Эльзас, участвовал в победе над имперцами 23 августа при Аугенуме, и осаде Фрайбурга, сдавшегося 6 ноября.
1 апреля 1745 назначен в Рейнскую армию принца де Конти, командовал отдельным корпусом в Одербурге, занявшим наиболее выдвинутую в сторону неприятеля позицию, и в качестве авангарда отражавшим атаки противника при обратной переправе принца через Рейн 19 июля.
В кампанию 1746 также служил в армии принца де Конти; участвовал во взятии Монса 11 июля, Шарлеруа 2 августа. После отъезда принца командовал армией до её соединения с армией короля во Фландрии. В битве при Року 11 октября командовал левым крылом первой атакующей линии, и поддержал пехоту при атаке деревень Року и Вару.
17 сентября 1747 в лагере Амаль в Брабанте вместе с тремя другими генералами король произвел де Ламот-Уданкура в маршалы Франции.
23 октября 1752 был отставлен от губернаторства Саленом и назначен губернатором Гравелина.

## Семья
Жена (4.07.1714): Этель Тереза де Курбон, называемая мадмуазель де Ла Рош-Курбон, дочь Этропа Александра, маркиза де Ла Рош-Курбона (1643—1706), и Мари д'Анженн
Дети:
- Жанна Габриель де Ламот-Уданкур (15.12.1723—1787). Муж 1) (14.3.1745): граф Шарль Элеазар де Фроле (ум. 1747); 2) (23.01.1751): Шарль-Жоашен Руо, маркиз де Гамаш (1729—1773)
- Луиза-Женевьева де Ламот-Уданкур. Крещена 5 декабря 1724 в церкви Сен-Сюльпис в Париже. Восприемниками при крещении были Луи де Креван, герцог д'Юмьер, и принцесса де Роган. Умерла от оспы 1 декабря 1736